# Morro (Cabo Verde)
Morro é uma aldeia que fica na zona sul da ilha do Maio, em Cabo Verde. Tem 310 habitantes (censo de 2010).   Morro esse cerca 5 km este do capital da ilha e sul de Calheta do Maio.
O único clube de futebol na aldeida este Morreirense.